# Рудолф Гајгер (климатолог)
Рудолф Оскар Роберт Вилијамс Гајгер (24. август 1894. – 22. јануар 1981) или Рудолф Гајгер (  био је немачки метеорологиста и климатолог. Он је био син индологисте Вилхелм Гајгера и брат физичара Ханс Гајгера. Он је радио са Владимира Кепена на климатологији, и направили су Кепен—Гајгеров климатски класификациони систем.